# Куросіо (Коті)
Курошіо́ (яп. 黒潮町, くろしおちょう, МФА: [kuɾoɕi.o t͡ɕoː]?) — містечко в Японії, в повіті Хата префектури Коті. Розташоване в південній частині префектури, на березі Тихого океану, де протікає течія Курошіо. Отримало статус містечка 2006 року. Площа становить 188,47 км². Станом на 1 липня 2012 року населення складало 11 878  осіб, густота населення — 63 осіб/км².   

## Демографія
Згідно з даними перепису населення Японії, населення Курошіо зменшується з кінця 80-х, початку 90-х років. Станом на 1 жовтня 2020 року населення складало 10 262 осіб, з яких чоловіків — 4944 осіб, жінок — 5318 осіб. Густота населення — 54,45 осіб/км².